# Барабаш, Виктор
Виктор Барабаш (пол. Wiktor Barabasz; 30 августа 1855, Бохня — 25 июля 1928, Краков, Польша) — польский дирижёр и музыкальный педагог.

## Биография
Родился в семье Гжегожа Барабаша (1811—1880), чиновника на соляной шахте в Бохне, и его жены Фелиции (1819—1901). Младшие братья — Станислав (1857—1949), дизайнер, педагог и один из основоположников лыжного спорта в Польше, и Леонард (1860—1921), художник.
Окончил краковскую гимназию Святой Анны (1871). С тринадцатилетнего возраста учился в школе музыкального общества «Муза» в Кракове у Казимира Гофмана и Антония Плахецкого (1830—1893). Затем окончил Венскую консерваторию (1876), ученик Йозефа Дакса (фортепиано) и Франца Кренна (теория музыки).
Вернувшись в Краков, с 1876 года преподавал фортепиано в школе краковского Музыкального общества, а затем в Краковской консерватории, в которую школа была преобразована в 1888 году. С 1921 года и до конца жизни её ректор. В заслугу Барабашу ставится получение консерваторией в своё распоряжение краковского Старого театра, в котором во время Первой мировой войны располагался госпиталь. В 1870—1880-е гг. преподавал также в женской семинарии, для которой составил «Школьный песенник» (пол. Śpiewnik szkolny: zawierający 100 pieśni; 1882). Среди учеников Барабаша Здзислав Гужиньский.
В 1878 году основал Краковский академический хор при Ягеллонском университете — в настоящее время старейший хоровой коллектив Польши, — и руководил им до 1919 года. В 1886—1909 и 1918—1921 гг. возглавлял Краковское музыкальное общество, руководя как его хором, так и созданным в 1888 году любительским оркестром; период руководства Барабаша на рубеже столетий считается звёздным часом в истории общества: музыканты благодаря работе дирижёра могли исполнять сложные произведения, в Краков приглашались для выступлений известные исполнители (в частности, квартет Хельмесбергера), на окраинах города давались концерты для неимущей публики. В 1894 году вместе с режиссёром Тадеушем Павликовским организовал в Кракове летний сезон оперы и оперетты, в связи с чем рассматривался как вероятный руководитель оперного театра, который должен был открыться в городе на следующий год, — однако этот проект так и не был реализован.
В свободное время Барабаш, как и его брат Станислав, увлекался туризмом и внёс вклад в развитие туристической отрасли в польских Татрах: в 1899—1905 гг. он был активным участником созданного с этой целью Татранского общества, стоял у истоков его Туристической секции (1903) и лично проложил одну из известных туристических троп в окрестностях Закопане.

## Дом Барабаша
В 1892—1893 годах на углу улиц Студенцкой и Гарнцарской для Виктора Барабаша и его семьи был построен дом по проекту Владислава Экельского. Стену украшает мурал «Зорька свободы» (пол. Jutrzenka Wolności; художник Антоний Тух) с подписью в виде двух последних строк «Оды к молодости» Адама Мицкевича: «Здравствуй, ранняя зорька свободы! Солнце спасенья грядёт за тобою!» (перевод П. Антокольского). Дом был спроектирован как доходный, хозяева заняли одну из квартир на втором этаже. В годы нацистской оккупации в здании располагалось женское училище, затем геологический техникум, в настоящее время дом снова жилой. В 1996 году признан памятником архитектуры Малопольского воеводства.